# Suctobelbiloides armatus
Suctobelbiloides armatus är en kvalsterart som beskrevs av Sandór Mahunka 1988. Suctobelbiloides armatus ingår i släktet Suctobelbiloides och familjen Suctobelbidae. Inga underarter finns listade i Catalogue of Life.